# Fabiola Villalobos
Fabiola Villalobos Morales (San José, Costa Rica, 13 de marzo de 1998) es una futbolista internacional costarricense que juega como defensa de la selección nacional femenina de fútbol de Costa Rica.

## Trayectoria
En 2020 fichó como defensa por el Alajuelense. Antes jugó en equipos como el Arenal de Coronado (2011 – 2014), Dimas (2015), Deportivo Saprissa (2016 – 2019) y el Sporting en 2020.
Apareció en dos partidos con Costa Rica en el Campeonato Femenino de CONCACAF 2018. También jugó en la Copa Mundial Femenina de Fútbol de 2023.

## Vida personal
Fue una de las protagonistas del documental Leonas.Villalobos es abiertamente lesbiana.